# Guanes
Els guanes van ser un poble indígena que va habitar el territori que actualment correspon als municipis de Los Santos, Jordán i Cabrera, fins a la unió del riu Charalá o Fonce i Suárez o Saravita; departament de Santander en la República de Colòmbia. Anteriorment es presumia que parlaven una llengua de la família txibtxa i se'ls relacionava amb els muisques, encara que recents recerques han revaluat aquesta idea proposant una migració de l'Orinoco o les costes de Veneçuela. La pràctica cultural de la deformació craniana artificial entre els guanes, els relaciona, encara que indirectament i només pel costum, amb pobles com els quimbaya, panches, pijaos, latxes, muisques i chancos i amb cultures distants com la maia, la nazca i la paracas; els guanes, en el seu cas, ho feien per demostrar major ferocitat als seus rostres, i semblar-se als felins.

## Etimologia
Molt s'ha dit sobre els guanes que van viure en un sector de Santander (Colòmbia), als voltants i sobre el canó del Chicamocha o canó del Gallinazo. Fins fa poc, vam poder constatar mitjançant "recerques de camp" (les d'escriptori serveixen només fins a un cert punt) la possible raó de tal esment, que entre altres coses sorgeix de la forma en què es referien els indis muiscas als habitants dels quals estem parlant:
| « | Així les coses, com els guies del capità espanyol Martín Galeano eren de la regió "muisca", els van referir l'existència d'uns indígenes que eren "Guatas" (que significa "alts" en muisca); la sonoritat del vocable era tal que sonava semblança a "Guates" (com els anomena fins i tot algun cronista) i això va degenerar en la paraula "Guanes". Només ens adonem d'aquesta sonora coincidència, quan fent dosimetria òssia sobre gran quantitat de mostres en tombes de la Mesa de los Santos (Santander) vam poder constatar que efectivament es tractava d'un poble que superava la mitjana nacional en altura, arribant fins i tot a trobar persones amb fins a 1.76 m d'alçada, és a dir, sí que eren “alts” i segurament per això se'n va dir de la manera com fins avui se'ls coneix. | » |

A aquesta hipòtesi es va arribar fins fa molt poc (març de 2012), però esclareix en molt l'estudi d'aquesta ètnia.

## Característiques

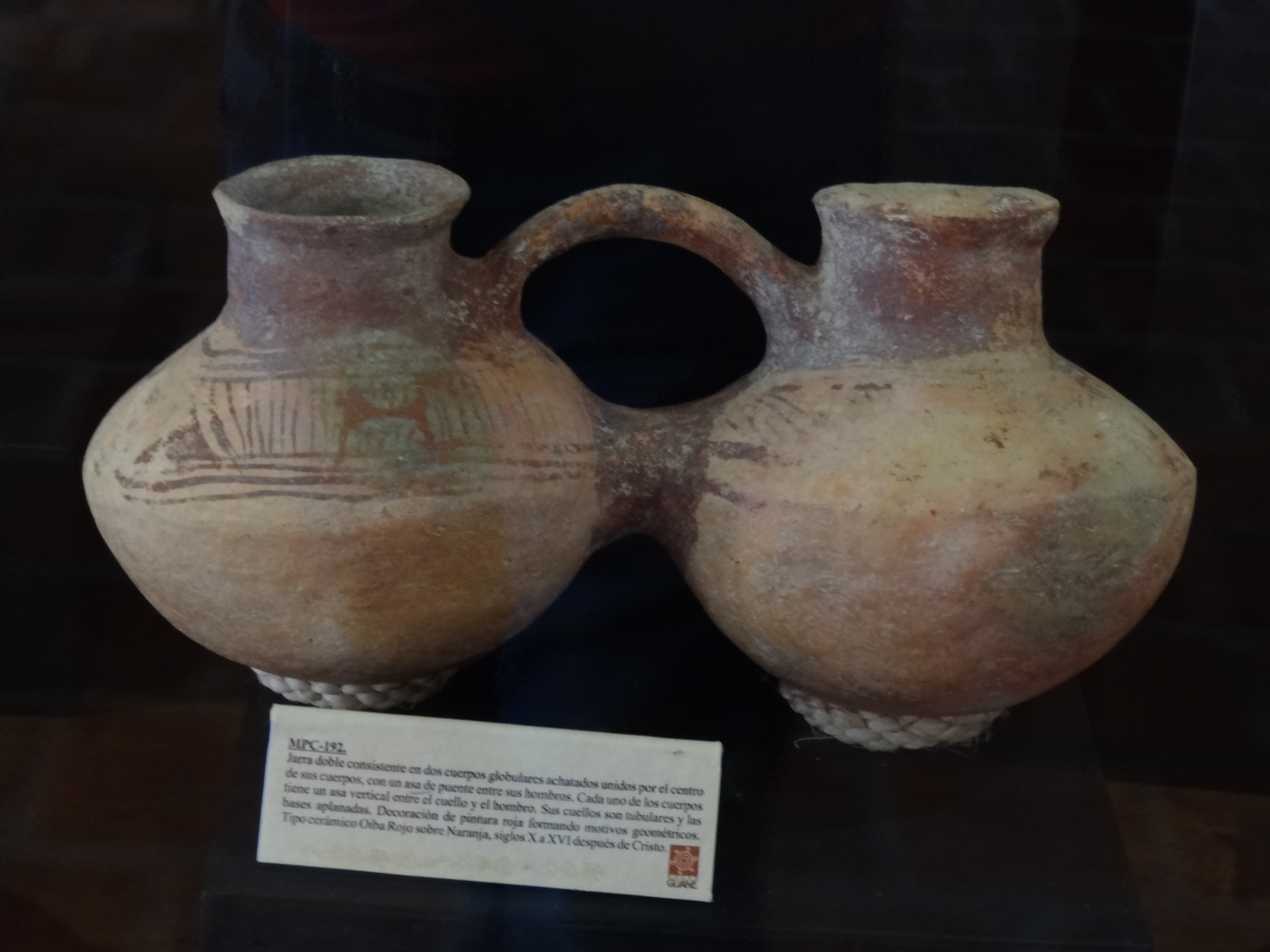
Mostra de terrissa guane.

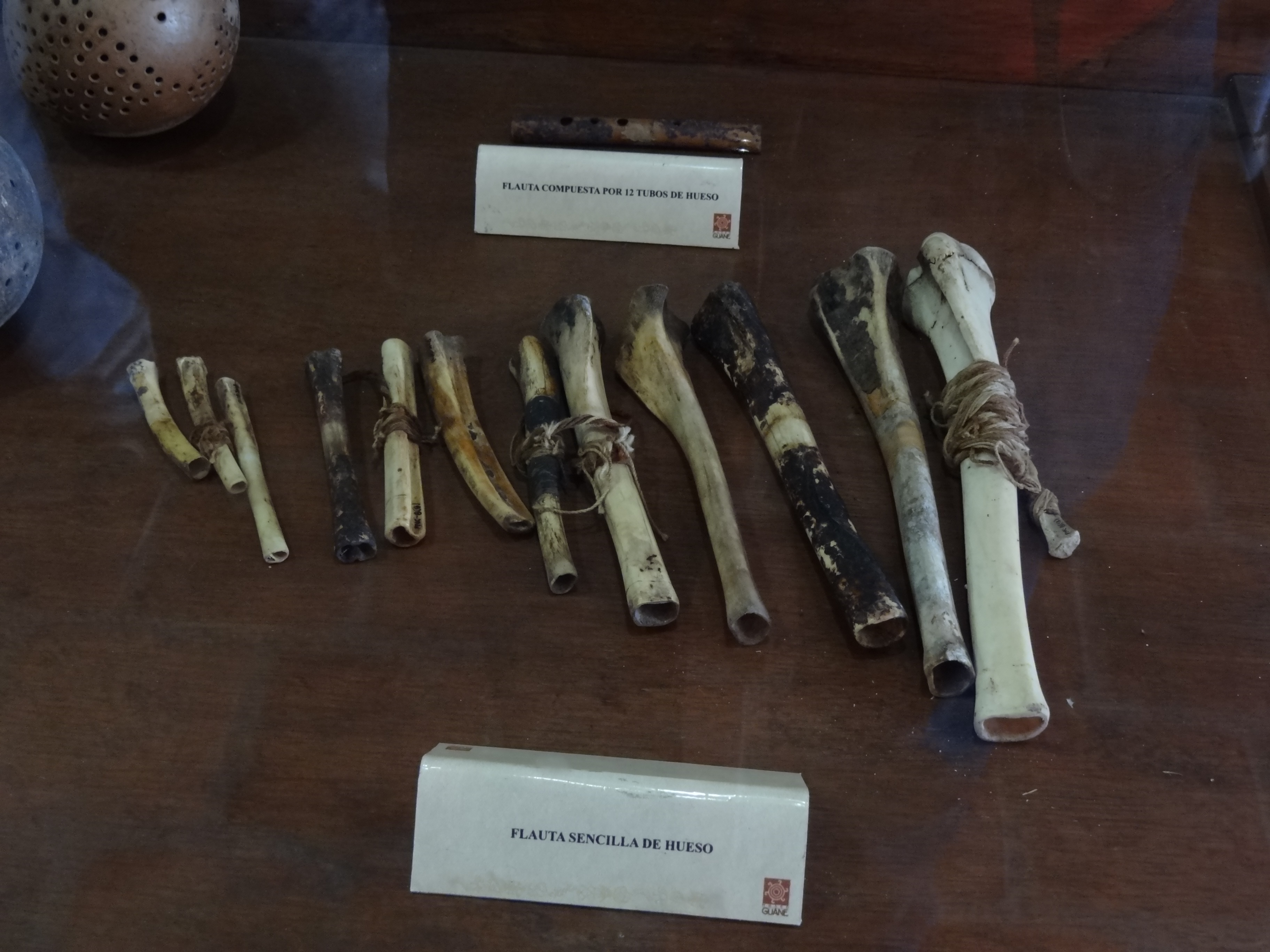
Instruments musicals en os fabricats pels guanes.

### Territori
Els seus dominis confinaven per l'occident amb el dels yariguíes, pel nord amb el dels chitarero, per l'orient amb el dels laches, i pel sud i sud-est amb el dels poimas i chalalaes, entre altres ètnies indígenes.
Les últimes recerques han llançat que els guanes no van ocupar un territori tan ampli com abans es pensava per D´Costa i altres persones, sinó que aquells limitaven el seu territori a la mesa de Xerira (després de Los Santos o Jéridas) i les faldilles orientals a les ribes del riu Saravita (avui Suárez), fins a la desembocadura del riu Fonce o Charalá; El Socorro, San Gil, Oiba, Charalá i altres territoris no eren territori guane, sinó d'ètnies diferents de les quals no s'ha investigat a profunditat, però que d'acord amb evidències arqueològiques (costums funeraris, teixits, terrisseria, art rupestre, etc.), donen lloc a afirmar que no pertanyien al mateix grup dels guanes.
Segons Otero D'Costa, i sota antigues teories actualment revaluades per molts investigadors, els límits eren: per l'occident pel trajecte que pren la serralada, o regió muntanyenca dels yariguíes, segueix per l'alt de Zapatoca, una part del riu d'Oro fins al punt on desemboca el riu Suratá. Entre aquest riu i en el riu Umpalá a l'altura de l'erm de Santa Bárbara, es limitava el territori guane pel nord i nord-est amb el dels chitareros. Baixant pel riu Umpalá fins a la seva desembocadura del riu Chicamocha i tornant-se per aquest fins al seu punt de coincidència amb la serralada de Guantiva es demarca el límit amb els territoris laches. La continuïtat de la serralada de Guantiva fins a l'erm de la Rússia defineix la davantera sud-est amb el país muisca, i contínua pel sud cap a l'oest per part del riu Tolotá i del riu Lenguaruco, el qual desemboca en el riu Suárez.

### Govern
El cacic Guanentá era un dels sobirans que governaven el poble guane. La seva seu de govern estava situada a la Meseta de Xerira o Jéridas (avui Mesa dels Sants) i a la seva jurisdicció, segons proposen alguns historiadors, se subjectaven cacics com els de Xuaguete, Bocore, Butaregua i Macaregua. En el llibre "Entre Rostros y Tumbas" es fa una proposta de la possible trobada de la tomba del cacic Guanentá, tema sobre el qual fins al moment no existien sinó llegendes pageses i desenvolupaments poètics. Aquesta trobada meravellosa ens dona compte de la importància que per a aquesta ètnia va tenir la persona (possiblement Guanentá) que allí va ser enterrada amb més de 30 persones, i la característica principal de les quals és la disposició defensiva davant les possibles intrusions dels invasors espanyols, que com està comprovat, tenien el costum de saquejar les tombes indígenes. Un dels rostres dels guerrers va ser reconstruït per Martín Davis Acevedo, expert en reconstrucció forense de la Fiscalia General de la Nació, i es troba exposada a la Casa del Libro Total (Bucaramanga/Colòmbia).

### Destreses
Van conrear el cotó, blat de moro, fríjol, pinyes, tabac i coca. Van ser hàbils artesans i feien grandiosos treballs amb fils de cotó i fibres de ceiba. No obstant això la seva principal font d'alimentació, va ser el peix (per a la seva conservació van emprar la sal comerciada per mantes, amb les salines del baix Cocuy, per on hauria vingut la seva migració).
Els guanes creaven les seves pròpies armes, incloent fletxes, llançadores, garrots i llances en Macana. Intercanviaven mantes per sal amb les salines del baix Cocuy, i segurament alguna altra amb els muisques de la sabana de Bogotà, i terrisseria amb els chitareros i oibes principalment, i petxines amb els nadius del Carib, entre altres pobles.

### Genètica
Les anàlisis genètiques de restes precolombines de la regió guane, així com de la població guane actual de Butaregua, Barichara, han trobat que l'ADN mitocondrial de totes les mostres pertanyen als haplogrups A, B i D, tres dels cinc propis de les poblacions indígenes d'Amèrica, amb absència de l'haplogrup C que és comú en les poblacions indígenes de Colòmbia i ha estat trobat en les restes muiscas.
Entre els guanes l'haplogrup d'ADN mitocondrial més freqüent és el B (64% en la població actual de Butaregua, 41% en les restes precolombines), seguit de l'A (12% i 35%) i del D (24%).
D'altra banda, tres dels haplotips dels nou corresponents a aquests tres haplogrups trobats en les restes precolombines guanes no han estat trobats en altres indígenes americans, però sí en poblacions actuals de la Xina, Mongòlia i Sibèria i un dels haplogrups és exclusiu dels guanes.
A causa de la gran massacre que es va realitzar dels pobles indígenes de Santander, entre ells els Guanes, la regió va ser poblada posteriorment per blancs, principalment espanyols, que buscaven riqueses en els aurífers de gran quantitat existents a la regió. És per això que el genetista Emilio Yunis, precisament manifesta que fet l'anàlisi de traces indígenes en els habitants d'aquest departament colombià, és dels grups que menys mescla o mestissatge tenen de Colòmbia; això portaria al fet que les insurreccions (comunera, independentista, etc.) naixessin en aquestes terres amb tant d'afany, en ser producte dels ànims dels criolls, fills d'espanyols nascuts a Amèrica, de reivindicar la seva posició social i llibertat enfront dels qui eren els seus avantpassats.

### Aparença

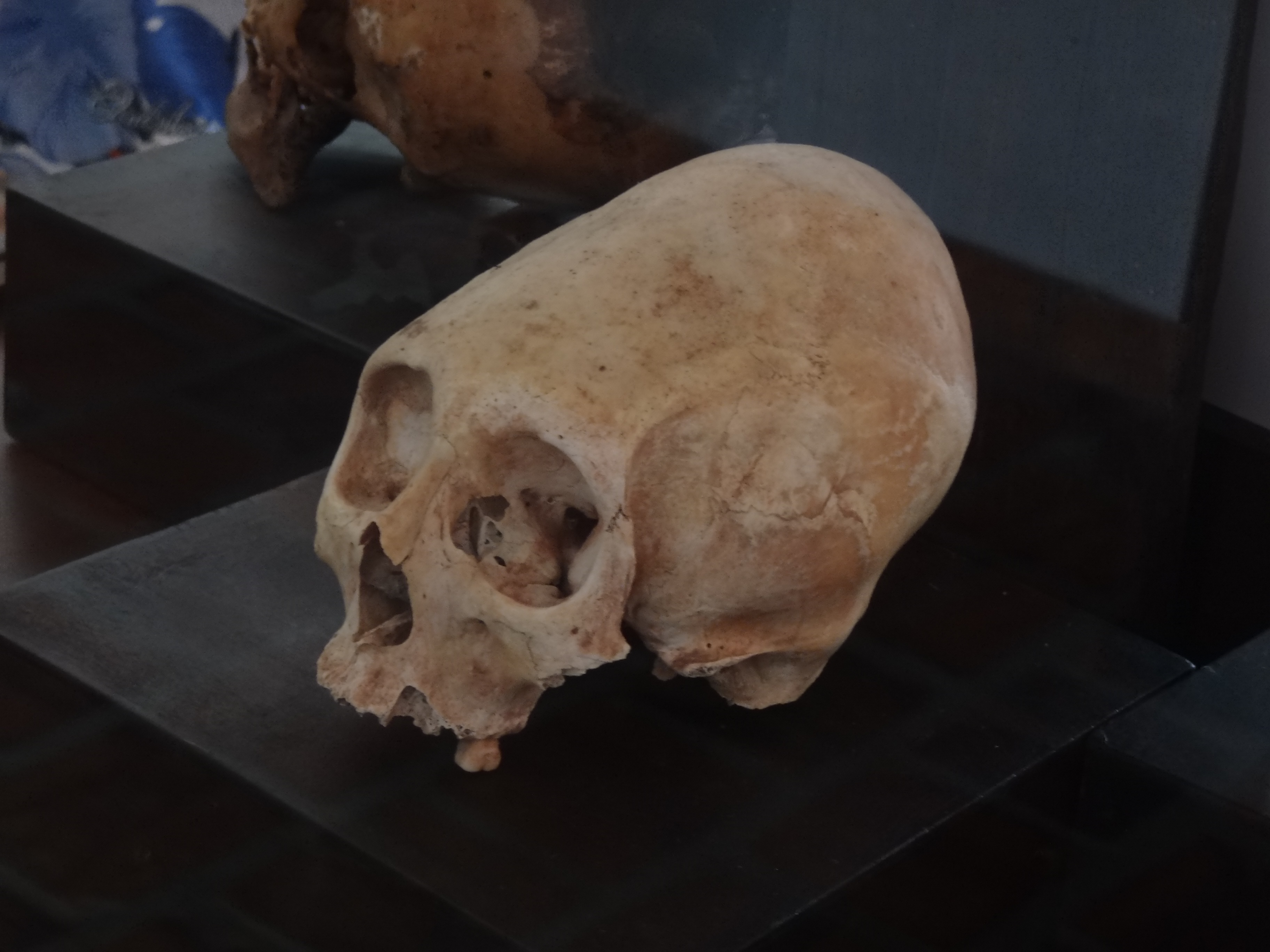
Crani d'individu amb deformació cranial obliqua, exhibit en el Parc nacional del Chicamocha.

Dels resultats de l'estudi escanográfico i radiogràfic realitzat en 1991, a dues mòmies guanes trobades a la Mesa de los Santos, es va formular novament, la vella teoria segons la qual els guanes tenien "aspecte caucasoide"; sense que s'afirmi amb això que eren "blancs" com s'ha pretès, sinó menys "acolorits" que els altres naturals. L'estudi dirigit per l'antropòleg Gonzalo Correal i el metge Iván Flórez, també ha confirmat que alguns de les restes humanes trobades daten del 600 d.C., segons es desprèn de les dades lliurades pel laboratori Groningen C14 Laboratorium d'Holanda. L'estudi va tenir per objecte dues mòmies guanes que actualment formen part de les col·leccions del museu de la "Casa de Bolívar".
Segons dades de la mateixa recerca, els guanes homes mesuraven en mitjana 163 cm i les dones 151 cm; altres estudis més recents realitzats sobre les taules de Pearson i Krogman van llançar resultats més sorprenents en trobar-se que els homes mesuraven fins a 176 cm, i les dones de fins a 157 cm, que estan molt per sobre de la mitjana nacional. Es va saber també que el grup sanguini de la mostra era O, la dada es va obtenir a partir de 100 g de pell de les restes trobades en la cova de la Purnia, encara que ha d'acceptar-se que això és un simple començament per a l'estudi profund dels guanes.
Emprant recerca de camp i craneometría forense, s'ha aconseguit reconstruir el rostre d'un guerrer guane. Efectivament, amb una deformació dolicocèfala provinent de la idea que la cara presa l'aparença d'un felí (major ferocitat - ligantropismo), es va demostrar que els guanes sí que tenien una aparença que els diferenciava d'altres ètnies, com els muiscas o yariguíes, però al mateix temps es va considerar que malgrat alguns trets caucasoides, els cranis presenten en general i en la majoria de les seves característiques un tipus "mongoloide".

## Història
Les dades més antigues els aporta Juan de Castellanos, qui va comptabilitzar trenta mil cases poblades per dos i tres veïns cadascuna i en ella les seves dones i famílies, organitzats en trenta-un o trenta-dos cacicats, número superior al presentat per Restrepo, però mai estudiat a profunditat.
Se sap que el territori guane va ser conquistat en 1540 per les tropes de Martín Galeano, capità de l'expedició de Ambrosio Alfinger, qui va penetrar inicialment fins a Macaregua, on va ser hàbilment rebutjat pels Guanes (va morir Pedro Vásquez per una pica de macana, la qual cosa és molt important en la historiografia ja que els va donar a entendre als nadius que l'invasor no era un déu invencible); després va passar Galeano a la Mesa de Xérira on va vèncer a Guanentá, i després en direcció al sud va dominar altres parcialitats guanes com Butaregua i Choaguete, entre d'altres, dominant tota la regió. El cacic Chanchón o Chacher va encapçalar una rebel·lió, però va ser derrotat. Els espanyols van despullar als Guanes de les millors terres per a l'agricultura i van sotmetre als aborígens a tributs, encomienda i mita. Molts guanes van ser desplaçats a treballar en les mines d'or del Río de Oro, on la majoria dels mitayos van perir. Part de la població va ser víctima de epidèmias desencadenades després de l'arribada dels europeus. Molts homes guanes van ser pràcticament exterminats, a tal punt que a escassos 20 anys de la invasió, quedava menys del 10% dels habitants de les comunitats.
El llogaret de Móncora, actualment coneguda com corregiment de Guane, en Barichara, va ser triada pels espanyols com una àrea de reubicació i adoctrinament de guanes supervivents (i possiblement també d'indígenes d'altres ètnies circumdants.) En 1617 els cacics de Móncora, Choagüete, Corotá, Butaregua i Guanentá, afirmaven en una carta que en Móncora "tenim esglésies i hi fem les nostres festivitats", a més de ressaltar que era un lloc apte per a pescar (recordem que el seu principal mitjà de manteniment era la pesca en els rius Chicamocha i Saravita). El 22 de gener de 1622 va ser establerta la parròquia i nomenat un rector. En una visita de l'Arquebisbe entre el 15 al 19 de maig de 1623 van ser batejats 134 indígenes i confirmades 490 persones entre les quals estaven els cacics de Móncora, Coratá, Chuagüete i Macaregua.
En les partides de baptismes i en els llibres de recapto del segle XVII de la parròquia de Guane consten els següents cognoms indígenes dels habitants: Aygaro, Bacarique, Bacaregua, Baruya, Bucarabo, Boachire, Barisiqui, Bigabo, Borasivo, Boareo, Buragua, Burugate, Caribiqui, Cuyarique, Charique, Chene, Chuagua, Chingaro, Chiraguete, Chiraguaro, Chingaro, Chiagato, Ichagaro, Iguarique, Inaguato, Guacariqui, Guaraguya, Igariguo, Iguarique, Iguasiba, Macaguato, Maniella, Mencarique, Mincareo, Ocaguato, Pache, Quichire, Reatiga, Robaquiza, Sumira, Tequivo, Tecuya, Umagaro, Uncaguato, Vecarique, Vilareo, Yacarique, Yaguiro, Yuarique, Yuba, Yaneque, Yrube, Yuararaco, Yubarique i Yoarique; cognoms guanes o d'altres ètnies que amb ells van ser reunides en els anomenats "resguards".
El 20 de juny de 1751 en suprimir els espanyols d'El Socorro el poble indígena de Chanchón (que no era guane), els 13 indis supervivents d'aquesta comunitat van ser portats a Móncora.
En el cens aixecat en 1778 durant la visita del fiscal Francisco Antonio Moreno y Escandón, encara es van registrar en Guane (Móncora) alguns cognoms indígenes: Bacareo, Borache, Bucagua, Chireo, Guaracabo, Guatasique, Guayabato, Lipe, Locaguato, Macareo, Quecho, Sinuco, Tasco, Yuarique i Yuba, encara que no es pugui afirmar amb seguretat quins són de l'ètnia guane.
Se sap que abans de 1780, el que seria líder dels Comuners, José Antonio Galán, es va refugiar en les comunitats guanes supervivents, després d'haver assaltat en Charalá a caçadors d'indis:
| « | Dels pobles pròxims acudeixen les autoritats a restablir el govern de Charalá, i per descomptat a organitzar la persecució contra Galán que, avisat de la situació fuig a la muntanya, precisament a la regió dels guanes que el reben amb alegria i el proclamen el seu cap. | » |

En la dècada dels vuitanta del segle xx, el sacerdot Isaías Ardila Díaz va trobar els següents cognoms indígenes entre els residents en el corregiment de Guane: Bacareo, Borache, Cabarique, Chaco, Guartero, Guatecique, Izaquita, Noa, Quecho, Sinuco i Tasco.
Una comunitat descendent dels guanes de la regió viu en el corriol Butaregua, pertanyent al municipi de Barichara (Santander). Aquesta comunitat ha adoptat l'estil de vida pagès, però s'autoidentifica com "guane" i manté la memòria dels seus avantpassats. Els estudis genètics confirmen la seva relació amb els pobladors guanes precolombins.